# 若人の広場

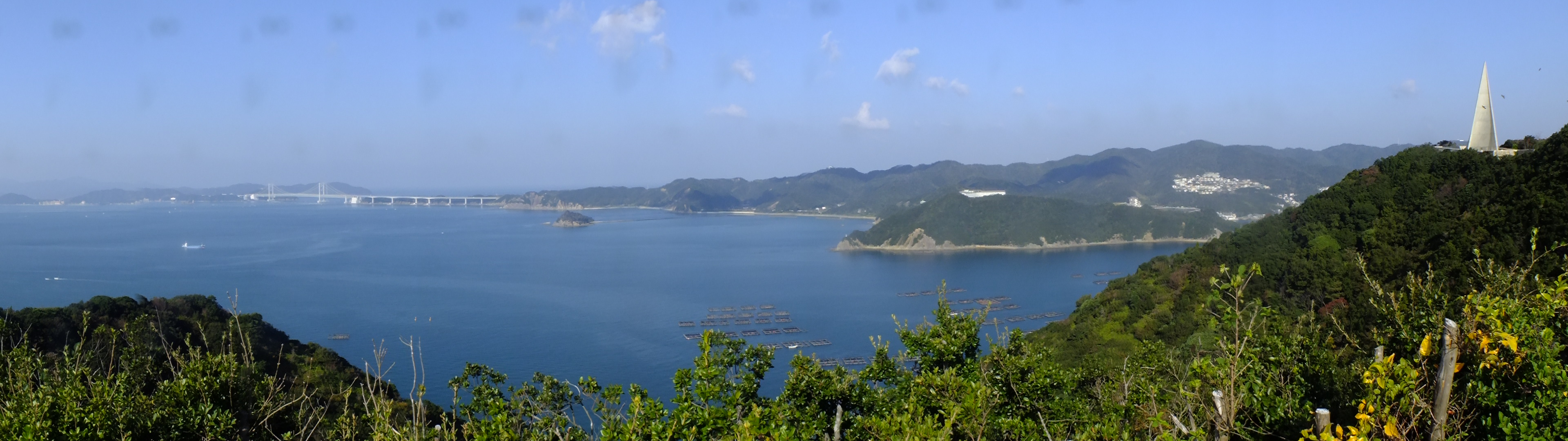
若人の広場（右端）と大鳴門橋、福良湾

若人の広場公園（わこうどのひろばこうえん）とは兵庫県南あわじ市に存在する施設・公園の名称。戦時中に学徒動員されたことにより戦没した若者を追悼することを目的として1967年に開設され1994年に一度閉園したが、2015年に順次再整備され一部地域が都市公園として再開園した。

## 概要
丹下健三設計の高さ25メートルある鎮魂の塔「慰霊塔・永遠のともしび」を中心に、戦没学徒の遺品など様々な物品を展示することを目的としていた資料館「戦没学徒記念館」および宿泊施設「大見山荘」が併設されている。
しかし、観客数の大幅減少を原因として1994年に閉館され、さらに阪神・淡路大震災により被害を受け、以来10年以上放置された。
その後、資料館等に展示されていた遺品類は2004年、立命館大学国際平和ミュージアムへ寄贈され、2005年8月には慰霊碑の基部にある「永遠の灯（ともしび）」が修復され点灯されるなどの動きがあったものの、施設は立ち入り禁止で荒れ果て廃墟関連の書籍やサイトに掲載されるまでになっていた。その後、南あわじ市が土地を購入し都市公園「若人の広場公園」として再整備され、2015年3月に再開園した。